# Hippoporina lineolifera
Hippoporina lineolifera is een mosdiertjessoort uit de familie van de Bitectiporidae. De wetenschappelijke naam van de soort is voor het eerst geldig gepubliceerd in 1886 door Hincks.